# Ondřej Zahner
Ondřej Zahner (Andreas Zahner) (7. července 1709 (pokřtěn), Ettershausen – 6. února 1752, Olomouc) byl sochař původem z Bavorska.

## Život
Pocházel z Bavorska, celý život však působil a bydlel v Olomouci (v domě po Václavu Renderovi, ulice 8. května č. 7) jako sochař a měšťan. Byl synem bavorského sochaře Johanna Philipa Zahnera. V Olomouci se také 20. listopadu 1735 oženil s Elisabeth Stürmerovou. V Olomouci se mu narodily děti Joanna Franciska (*1736), Anna Maria (*1740), Joseph Stephan (*1744), Joanna (*1749).

## Styl
Výchozí polohou stylového výrazu tohoto umělce bylo bavorské baroko, které poznal za školení u svého otce ve Würzburgu. Studoval ve Vídni a na Moravu se přesunul ve 20. letech 18. století, kam jej přilákalo tehdejší živé umělecké prostředí barokní Olomouce. Roku 1737 se stal Zahner olomouckým měšťanem. Ve 40. letech se Zahner osamostatnil. Po počátečním sepětí jeho tvorby s dílnou Jana Sturmera spolupracoval především s Janem Jiřím Schaubergerem. Pracoval pro olomoucké premonstráty, jezuity, olomoucké biskupství a také pro magistrát, pro který vytvořil své nejznámější dílo – sloup Nejsvětější Trojice. Styl Ondřeje Zahnera ovlivnilo bavorské assamovské baroko, po příchodu na Moravu propojené s berniniovským sochařstvím, rozvinutým pod vlivem Baltazara Fontany (1661–1733). Závěr tvorby je poznamenán klasicismem donnerovského směru, pronikajícím na Moravu v díle Bohumíra Fritsche (1706–1750).

## Dílo
Jeho dílo zahrnuje více než sto dochovaných soch, sousoší a oltářů. Pracoval ve dřevě, kameni a štuku.

### Sochy v Olomouci
- 30. léta 18. století - sochy v nadživotní velikosti na ohradní hřbitovní zdi kolem (dnes zaniklého) kostela Panny Marie na Předhradí v Olomouci. Dvě z těchto soch (socha Spasitele a socha Panny Marie Immaculaty) jsou umístěny vedle vchodu do kostela sv. Michala.[6] Obě sochy byly v roce 2009 amatérsky restaurovány, čímž došlo k jejich poškození a jisté ztrátě autenticity.[7]

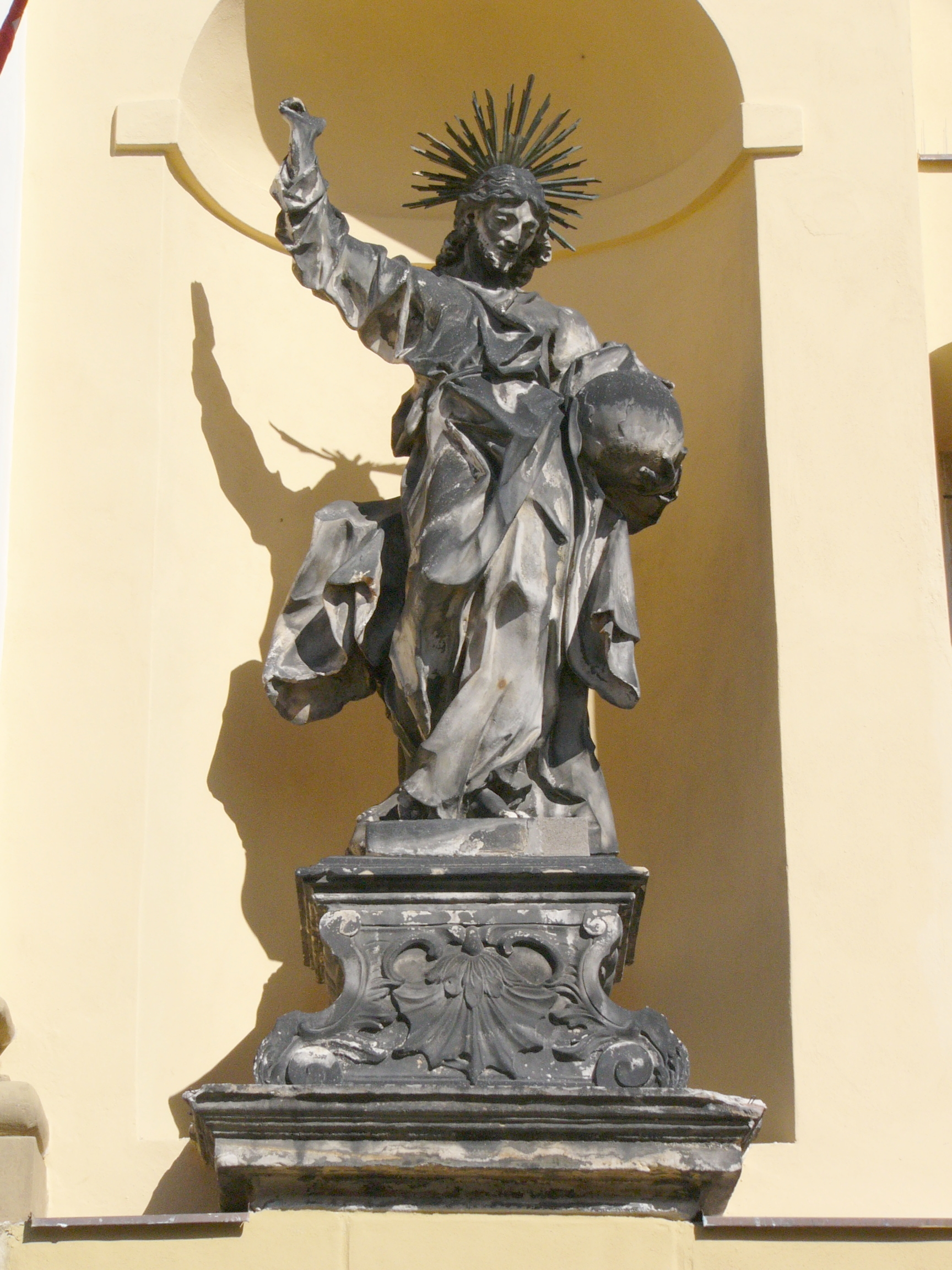
socha Spasitele v hlavním průčelí kostela sv. Michala v Olomouci
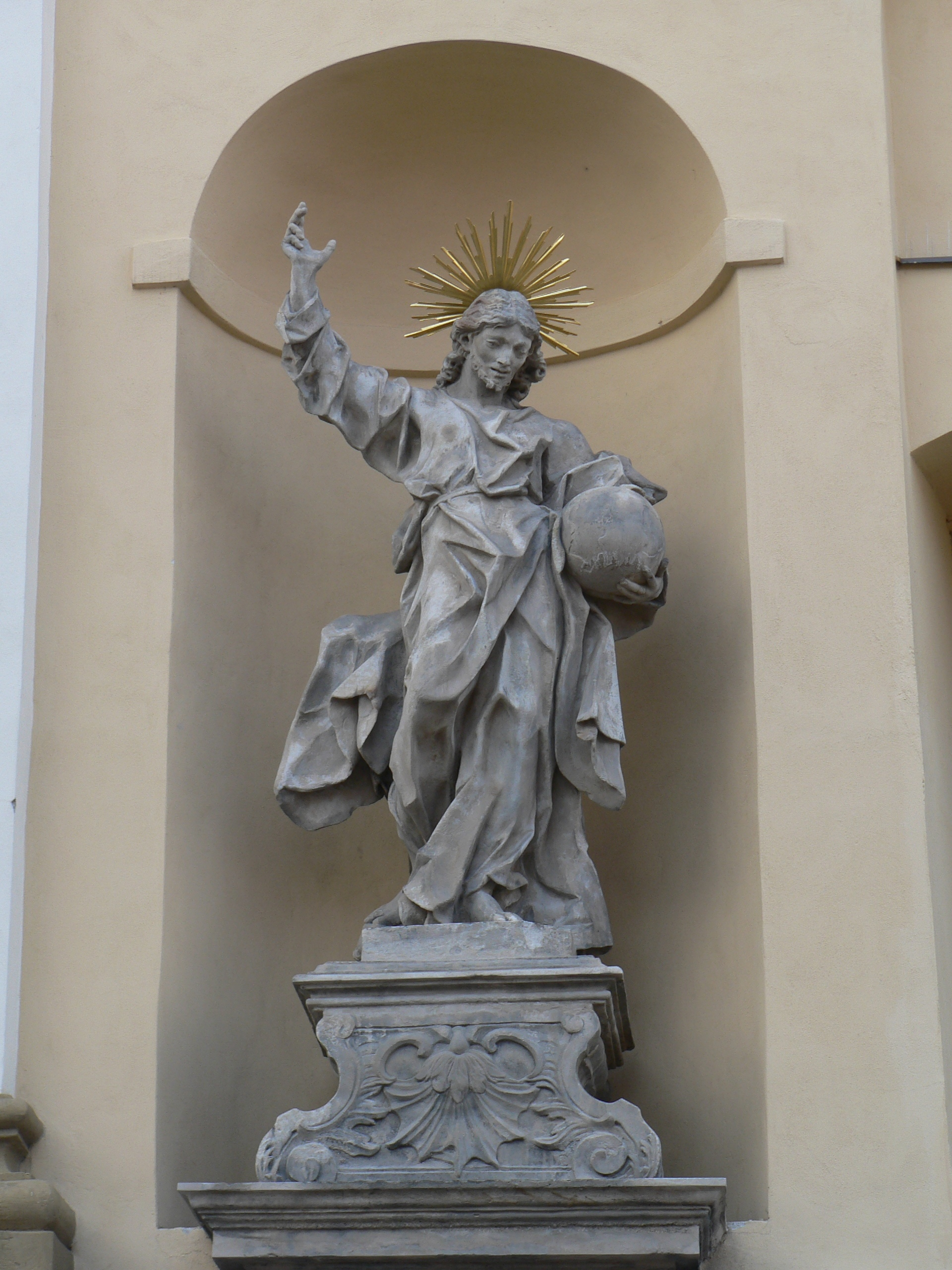
Stejná socha po kontroverzním restaurování
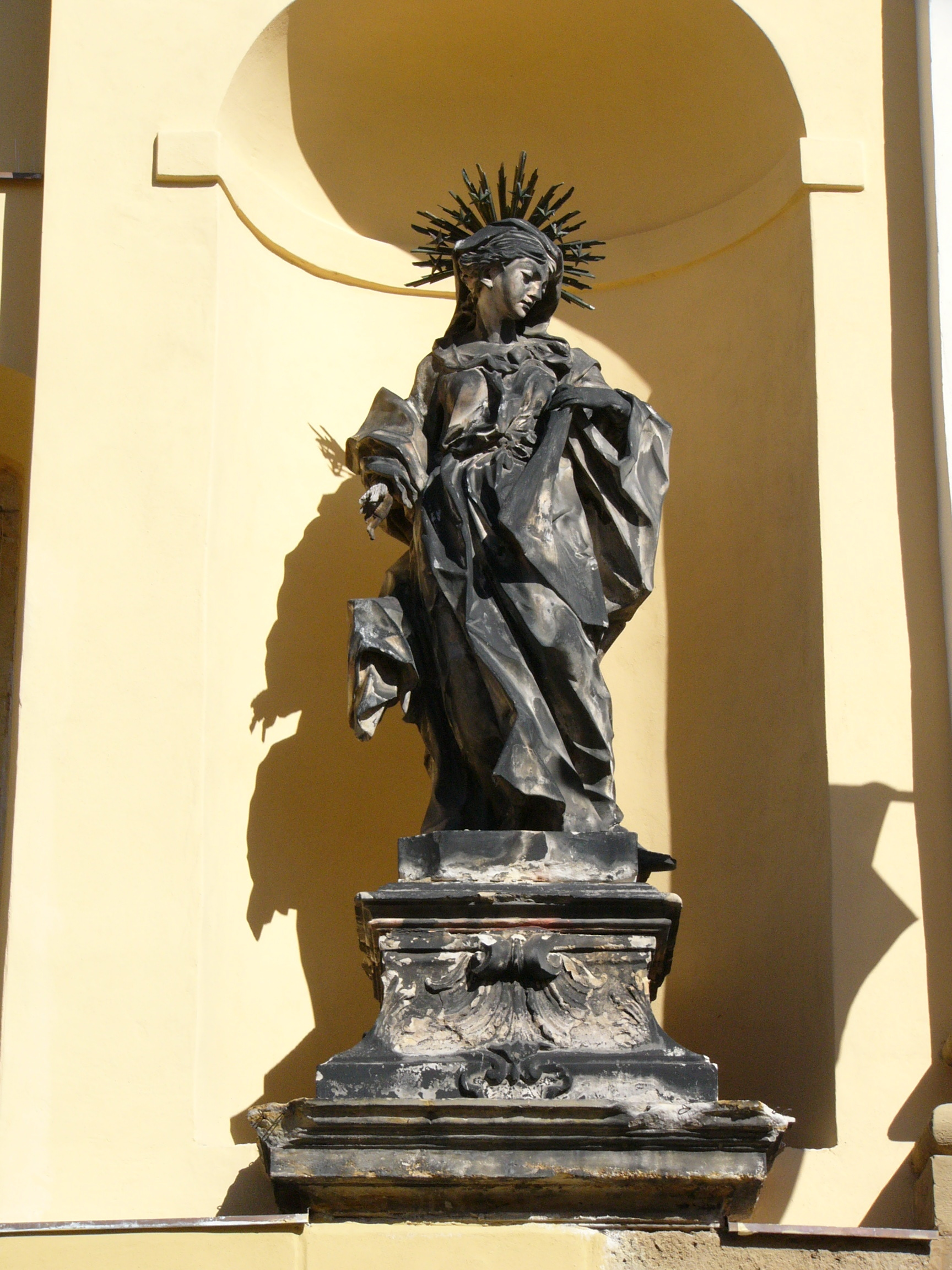
socha Panny Marie Immaculaty v hlavním průčelí kostela sv. Michala v Olomouci
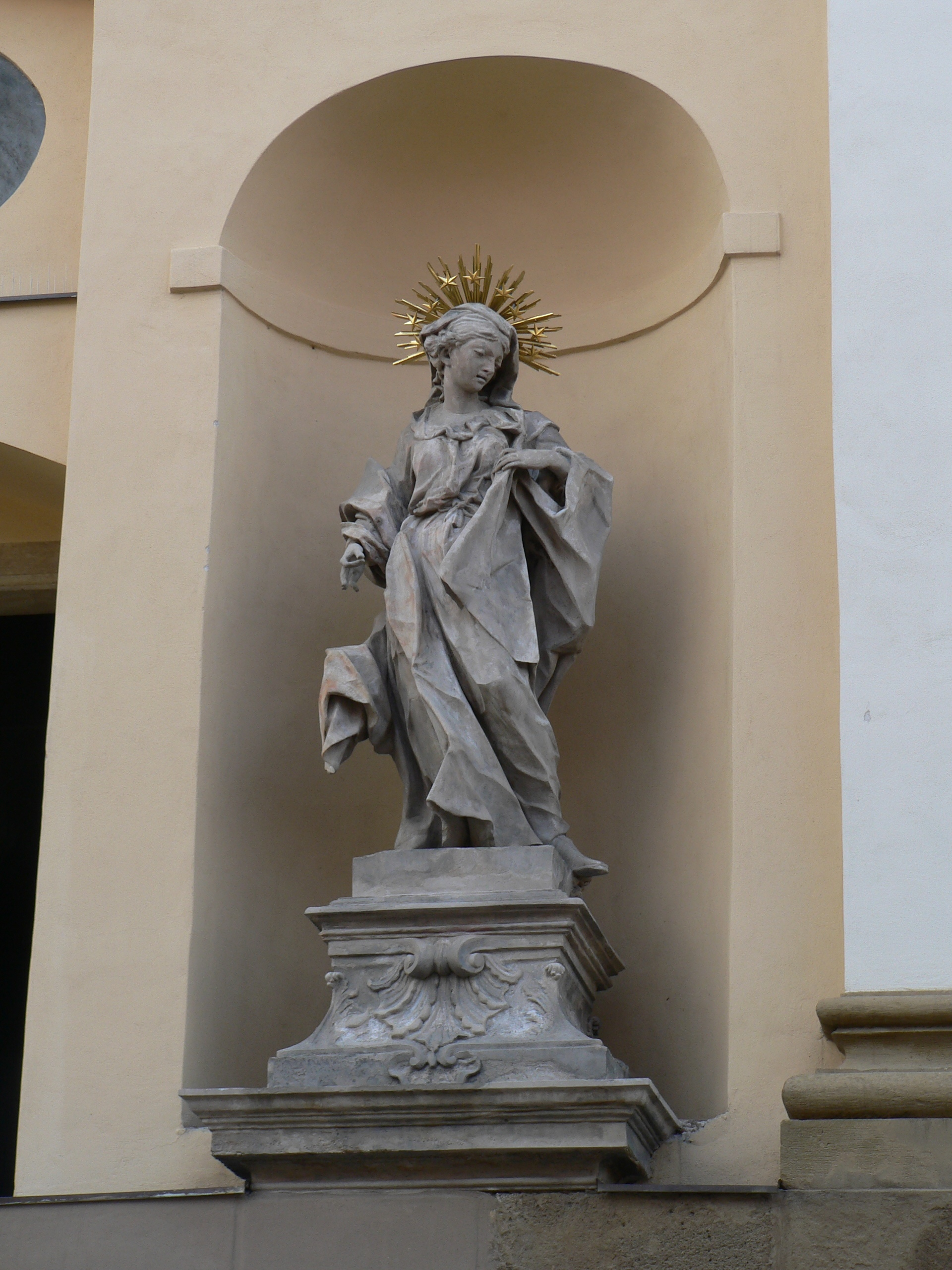
Stejná socha po kontroverzním restaurování

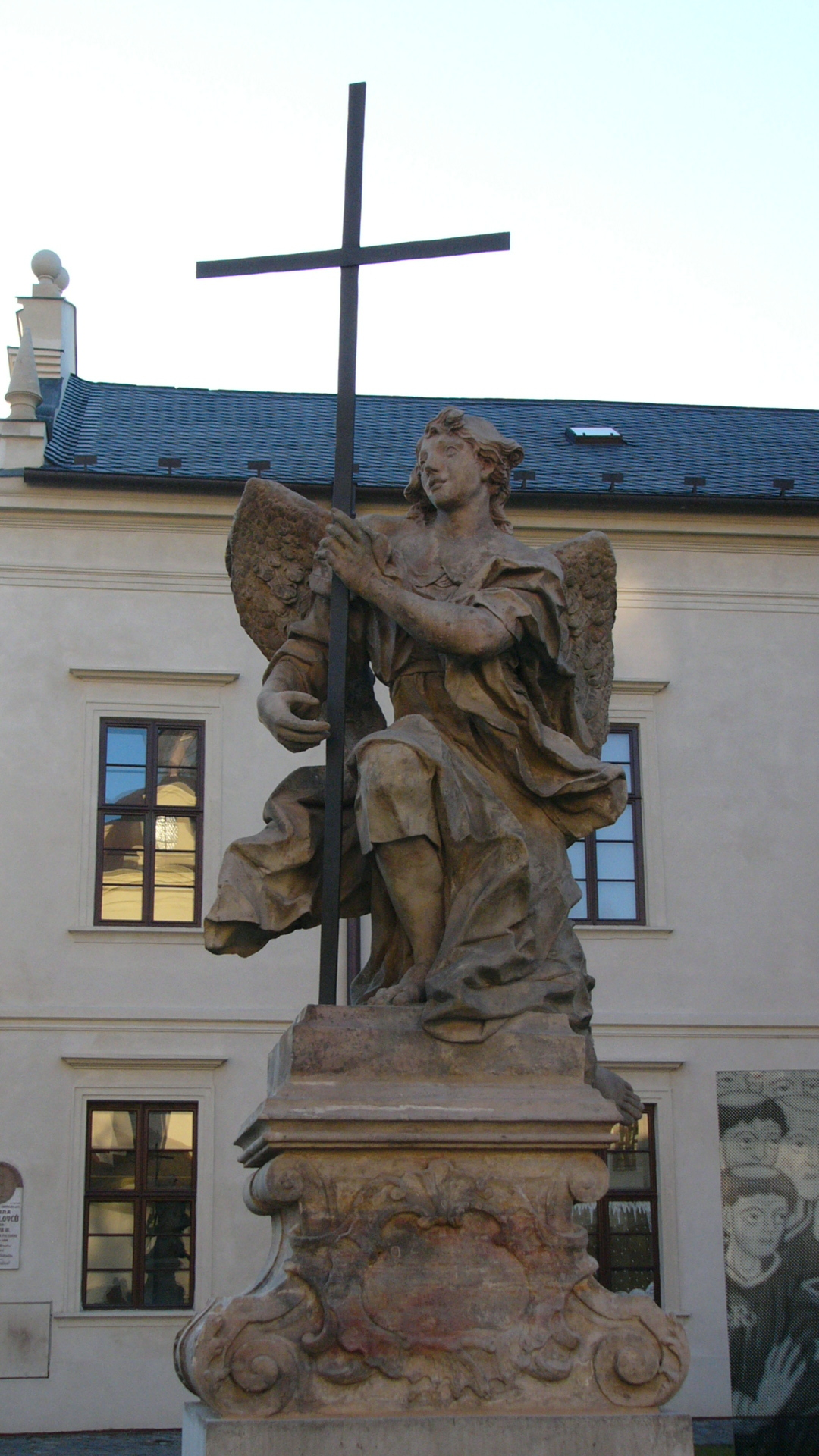
socha anděla na nádvoří kapitulního děkanství v Olomouci

- pískovcová socha anděla (výška 170 cm) z 30. let 18. století v Lutíně, dnes na nádvoří kapitulního děkanství (Arcidiecézní muzeum Olomouc).
- sochařská výzdoba sloupu Nejsvětější Trojice v Olomouci po smrti Filipa Sattlera: 18 soch světců, 12 soch světlonošů, 6 reliéfů s polopostavami apoštolů ve druhém poschodí sloupu, vrcholová skupina Nejsvětější Trojice společně a postava Panny Marie.[8] Zemřel v roce 1752 před dokončením sloupu (1754).

### Sochy pro klášter Hradisko
V 30. letech 18. století pracoval pro premonstráty na klášterním Hradisku. Vytvořil pro ně sochu sv. Libora, která byla postavena na místě dřívější sochy sv. Jana Nepomuckého. Podstavec vytvořil Václav Rokycký. Pro klášter byl určen soubor soch sv. Anny a Jáchyma z roku 1739. Po zrušení kláštera byla socha sv. Anny roku 1795 přenesena do obce Císařov a sv. Libor s Jáchymem do Penčic, které zakoupil farář Josef Tichý roku 1797.
- Z poloviny 40. let 18. století pocházejí sochy sv. Vendelína a sv. Vincence Ferrerského na zdi kostela Povýšení sv. Kříže v Hustopečích nad Bečvou.
- Socha sv. Jáchyma a sv. Libora (Penčice u Přerova) vynikají ojedinělou výtvarnou kvalitou. Stojí uprostřed křižovatky u kostela a působí monumentálním, honosným až noblesním dojmem. Restaurování soch proběhlo v letech 1911–1915. Kostel sv. Petra a Pavla v Penčicích – do nejstaršího období tvorby Zahnera patří boční oltář Nejsvětější Trojice (1731) s původními sochami sv. Jana Křtitele a sv. Jana Evangelisty, dvě sochy andělů v nástavci a dvě sošky andílků. V roce 1991 byly sochy sv. Jana Evangelisty, dvou andělů a dvou andílků odcizeny. Boční oltář sv. Františka a Dominika (1731), po stranách původní sochy sv. Štěpána a sv. Vavřince, dva andělé a dva andílci, rovněž odcizeno. Od téhož autora pochází sloupová portálová architektura s nástavcem.

#### Sv. Libor
- Sv. Libor[9][pozn. 2] – pískovec

Obličej sv. Libora je natočený ke kostelu (na východ), v nadživotní velikosti, biskupském rouchu s mitrou na hlavě. Výrazný kontrapost, esovité prohnutí (evokuje myšlenku o sv. Liborovi jako muzikantovi a tanečníkovi), bohatá rozevlátá drapérie. Roucho má bohaté záhyby, výšivku a krajky. V pravé ruce původně držel berlu – ruka pozdvižena vzhůru, dnes ruka chybí. V levé drží rozevřenou knihu s 5 kamínky. Záda jsou zpracována plošně. Má nepůvodní doplňky – špička nosu, horní část mitry, části vousů, kříže na prsou, špičky pravé nohy apod. Chybějící části byly doplněny štukovým tmelem. Stojí na hranolovém soklu na jednom stupni. Po stranách voluty zdobené kanelurami a mušlí, završeno profilovanou římsou.

#### Sv. Jáchym
- Sv. Jáchym[9][pozn. 3] – 1739, pískovec

V nadživotní velikosti se zvlněným rouchem. Šat traktován do bohatých záhybů, soustředěných na levém boku světce, živá mimika tváře, propracované ruce drží torzo malého dítěte – snad Panna Maria (dítě má uraženou hlavičku). Záda jsou opět plošně zpracovaná, na nízké podnoži, hranolový podstavec s postranními volutami zdobenými kanelurami, mušlí a hlavami. Podstavec je ukončen profilovanou římsou, nad kterou se zvedá nástavec. Autorem soklu je J. Rokycký.

#### Sv. Anna
- Sv. Anna Samotřetí[9][pozn. 4] – Císařov, 1739

Na návsi před domem stojí monumentální pískovcová plastika sv. Anny. Stojící světice v dlouhém rouchu s pláštěm. Rouch je poměrně ploché se záhyby na krku pod rouškou hlavy kryté korunou. Na rukou drží dvě dětské postavy – Ježíška a Pannu Marii s korunkami a zlacenými křížky. Ruce dobře vypracované, obličej má obhroublý až mužský výraz. Panna Maria má strnulý postoj, melancholický výraz, prosebné gesto. Ježíšek je více dětský, malebnější spíše andílek. Celé pojetí je spíše plošné, zřejmě určeno k umístění u zdi nebo v nice. Vše koncipováno pro podhled. Hranolový sokl, po stranách přistavěné voluty, bohatá plastická výzdoba stěn, profilovaná římsa, nad ní profilovaný nástavec. Na přední straně soklu se nachází kartuše s datací přemístění 1795. Autorem soklu je opět Jan Ignác Rokycký.
Socha sv. Anny Samotřetí nepochybně kopíruje starší vzor. Formální příbuznost skulptury s kompozičním schématem pozdně gotického sousoší sv. Anny Samotřetí v premonstrátském klášteře v Nové Říši.
Za sochy sv. Jáchyma a sv. Anny obdržel Zahner 160 zlatých. Obě jsou určeny pro čelní pohled.

### Hlavní oltář kostela Nanebevzetí Panny Marie v Novém Jičíně[10]
Město Nový Jičín patřilo od roku 1624 do majetku olomouckého jezuitského konviktu a jezuité jej spravovali až do zrušení jezuitského řádu roku 1773. Tato skutečnost vyústila v realizaci výzdoby kostela olomouckými umělci. Smlouva na oltář byla uzavřena 17. července 1739 Ferdinandovou nadací. Smlouva přesně nejmenuje sochy, které má sochař vytvořit, pouze přináší údaj, podle něhož Zahner vyhotoví „…velké a malé sochy, figury, festony i s Glory s vyřezávaným, listovcem ozdobeným rámem, neméně jako štít ležící na oltářním patře…“. Zahner měl dostat za svou práci 340 zlatých. Střed vysokého portálového retabula, vytváří v závěru presbytáře otevírající se edikulu, vyplněnou oltářním obrazem Nanebevzetí Panny Marie. Po stranách na konzolách se připojují monumentální zlacené Zahnerovy sochy dvou apoštolských knížat – sv. Petra a Pavla, nástavec zaplňuje sochařská kompozice s výjevem v oblacích stojícího archanděla Michaela, mezi anděly s dvojicí adorujících andělů sedících na postranních volutách nástavce. Na volutách bočních křídel podstavce se nacházejí sochy sv. Cyrila a Metoděje. Spolu s výzdobou nástavce jdou tyto sochy dílem Jana Kammereitha (1757). Sochy sv. Petra a Pavla navazují na vrcholně barokní kompozice soch otevírajícím se svým objemem do prostoru. Výrazová síla tkví v klasicky ušlechtilém, sebestředném výrazu.

### Další tvorba

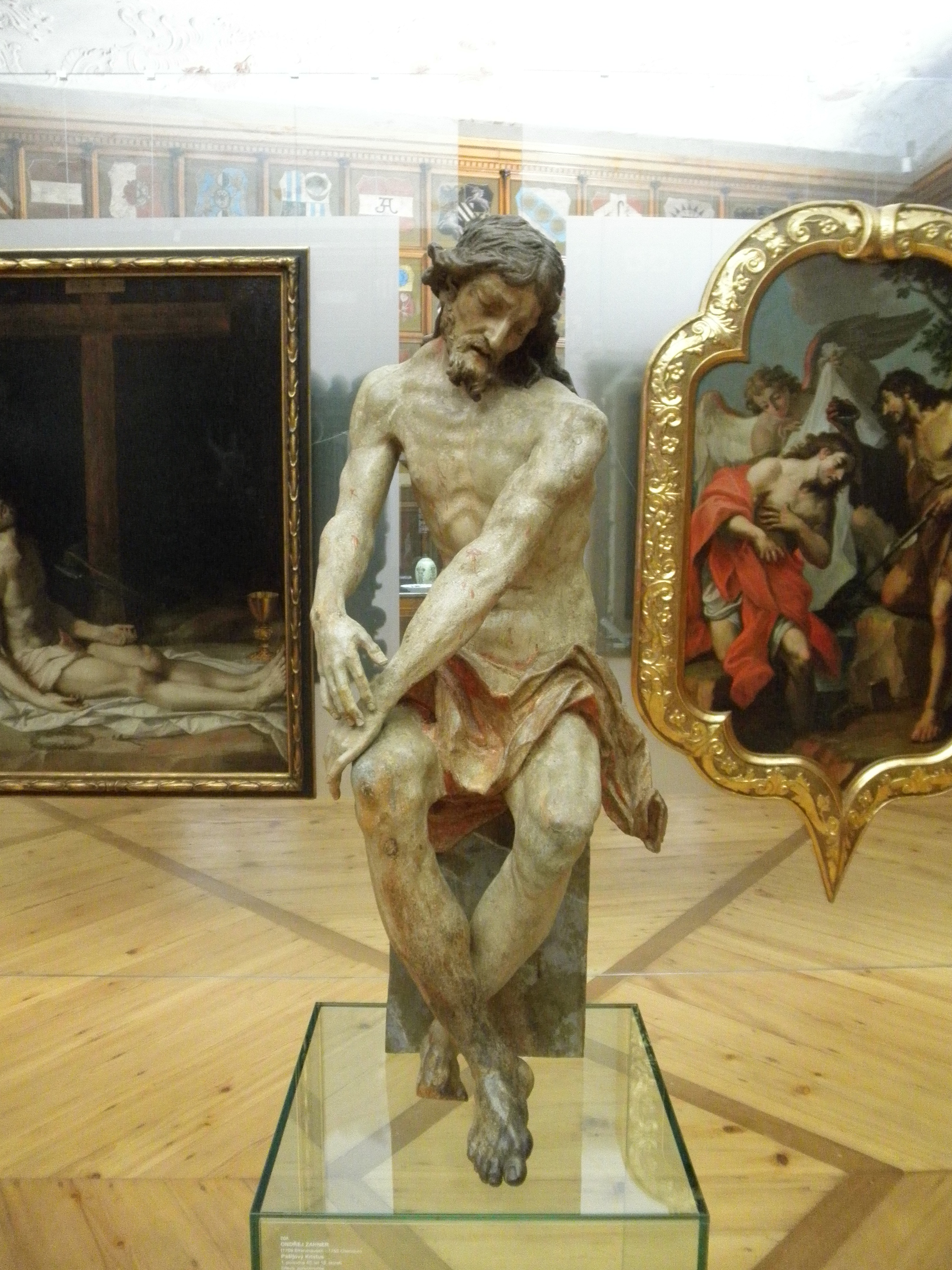
Dřevěná polychromovaná socha Pašijový Kristus v Arcidiecézním muzeu v Olomouci. Sochu vytvořil Ondřej Zahner v 1. polovině 40. let 18. století.

- Oltář Nejsvětější trojice – sv. Jan Křtitel, sv. Jan Evangelista, dvojice andělů, 1734, dřevo, polychromie, zlacení, výška soch 145 cm, Penčice, kostel sv. Petra a Pavla (původně Olomouc, katedrála sv. Václava).
- Oltář Panny Marie – sv. Melsichedech, sv. Řehoř, Adam a Eva, andílci, 1736, dřevo, polychromie, zlacení, životní velikost, Wilkanów (Polsko), kostel sv. Jiří.
- Sv. Jáchym – 1739, pískovec, výška 210 cm, Penčice, před kostelem sv. Petra a Pavla (původně v areálu Klášterního Hradiska v Olomouci).
- Sv. Florián – konec 30. let 18. stol., pískovec, výška sochy 220 cm, Drysice, na návsi.
- Hlavní oltář Zvěstování Panně Marii – Panna Marie, Archanděl Gabriel, Trůnící Madona, Bůh Otec, andělé, andílci, poč. 40. let 18. stol., dřevo, leštěná běl, zlacení, polychromie, výška 166 cm (Panna Maria), 162 cm (archanděl Michael), Šumperk, bývalý dominikánský kostel Zvěstování Panně Marii.
- figurální náhrobek biskupa Schrattenbacha pohřbeného v kapli Bolestné Panny Marie (dnes Schrattenbachova kaple) v chrámu sv. Mořice v Kroměříži.
- sousoší Kristova křtu na atice fasády kostela sv. Jana Křtitele v Kroměříži.[11]
- oltáře pro katedrálu sv. Václava
- sochy v kostelech v Kroměříži
- kašna na Riegrově náměstí v Kroměříži
- oltáře v kostelech v Holešově
- oltáře v kostele v Novém Jičíně